# Guardialfiera (stolica tytularna)
Guardialfiera (łac. Dioecesis Guardiensis) – stolica historycznej diecezji w Italii erygowanej w roku 1059, a włączonej w roku 1818 w skład diecezji Termoli.
Współczesne miasto Guardialfiera w prowincji Campobasso we Włoszech. Obecnie katolickie biskupstwo tytularne ustanowione w 1968 przez papieża Pawła VI.

## Biskupi tytularni
| Lp. | Biskup                     | Funkcja                                                             | Od               | Do                   |
| --- | -------------------------- | ------------------------------------------------------------------- | ---------------- | -------------------- |
| 1   | Ramón Sanahuja y Marcé     | emerytowany biskup Kartageny (Hiszpania)                            | 22 kwietnia 1969 | 8 sierpnia 1970      |
| 2   | Juan Luis Ysern de Arce    | biskup pomocniczy Antofagasty (Chile)                               | 12 kwietnia 1972 | 13 maja 1974         |
|     | Antonio Cabri              | biskup pomocniczy elekt Napo (Ekwador) zmarł przed przyjęciem sakry | 9 maja 1974      | 27 lipca 1974        |
| 3   | Juan José Gerardi Conedera | biskup pomocniczy Santiago de Guatemala (Gwatemala)                 | 14 sierpnia 1984 | 26 kwietnia 1998     |
| 4   | Gaetano Di Pierro          | biskup pomocniczy Ambatondrazaka (Madagaskar)                       | 24 kwietnia 2001 | 13 maja 2006         |
| 5   | Pablo Virgilio David       | biskup pomocniczy San Fernando (Filipiny)                           | 27 maja 2006     | 14 października 2015 |
| 6   | Adilson Pedro Busin        | biskup pomocniczy Porto Alegre (Brazylia)                           | 27 stycznia 2016 | 3 maja 2023          |
| 7   | Kornél Fábry               | biskup pomocniczy Ostrzyhomia-Budapesztu (Węgry)                    | 27 czerwca 2023  |                      |